# Chelsea FC Women
Chelsea F.C. Women, tidigare Chelsea Ladies Football Club, är en engelsk fotbollsklubb som spelar i den engelska högstadivisionen för damer. Klubben grundades 1992.
Chelsea Women vann både FA Women's Cup och FA Women's Super League 2015 och säkrade då dubbeln. Det upprepades sedan 2018 för att 2021 göras om till en kvadrupel som vinnare även av FA Women's League Cup och FA Women's Community Shield.

## Placering tidigare säsonger
| Säsong    | Nivå | Liga                           | Placering | Referens    | Notering |
| --------- | ---- | ------------------------------ | --------- | ----------- | -------- |
| 2017–2018 | 1    | FA Women's Super League (WSL1) | 1         | [ 4 ]       |          |
| 2018–2019 | 1    | FA Women's Super League        | 3         | [ 5 ]       |          |
| 2019–2020 | 1    | FA Women's Super League        | 1         | [ 6 ]       |          |
| 2020–2021 | 1    | FA Women's Super League        | 1         | [ 7 ]       |          |
| 2021–2022 | 1    | FA Women's Super League        | 1         | [ 8 ] [ 9 ] |          |
| 2022–2023 | 1    | FA Women's Super League        | 1         | [ 10 ]      |          |
| 2023–2024 | 1    | FA Women's Super League        | 1         | [ 11 ]      |          |
| 2024–2025 | 1    | FA Women's Super League        | 1         | [ 12 ]      |          |

## Spelare
| Nr | Land          | Pos | Namn              |
| -- | ------------- | --- | ----------------- |
| 1  | Sverige       | MV  | Zećira Mušović    |
| 3  | Nederländerna | F   | Aniek Nouwen      |
| 4  | England       | F   | Millie Bright     |
| 5  | Wales         | MF  | Sophie Ingle      |
| 6  | Tyskland      | MF  | Sjoeke Nüsken     |
| 7  | England       | F   | Jess Carter       |
| 8  | Tyskland      | MF  | Melanie Leupolz   |
| 9  | USA           | A   | Catarina Macario  |
| 10 | England       | A   | Lauren James      |
| 11 | Norge         | MF  | Guro Reiten       |
| 12 | Kanada        | F   | Ashley Lawrence   |
| 13 | Tjeckien      | MF  | Kateřina Svitková |
| 14 | England       | A   | Fran Kirby        |
| 15 | Frankrike     | F   | Ève Périsset      |
| 16 | Belgien       | MV  | Nicky Evrard      |
| 17 | Kanada        | MF  | Jessie Fleming    |
| 18 | Norge         | F   | Maren Mjelde      |

| Nr | Land       | Pos | Namn                    |
| -- | ---------- | --- | ----------------------- |
| 19 | Sverige    | MF  | Johanna Rytting Kaneryd |
| 20 | Australien | A   | Sam Kerr                |
| 21 | England    | F   | Niamh Charles           |
| 22 | Skottland  | MF  | Erin Cuthbert           |
| 25 | England    | A   | Lucy Watson             |
| 26 | Kanada     | F   | Kadeisha Buchanan       |
| 27 | Ryssland   | F   | Alsu Abdullina          |
| 28 | Serbien    | MF  | Jelena Čanković         |
| 29 | England    | F   | Jorja Fox               |
| 30 | Tyskland   | MV  | Ann-Katrin Berger       |
| 32 | England    | MV  | Emily Orman             |
| 33 | England    | A   | Aggie Beever-Jones      |
| 34 | England    | MF  | Charlotte Wardlaw       |
| 35 | England    | A   | Emma Thompson           |
| 38 | England    | F   | Cerys Brown             |
|    | England    | MV  | Hannah Hampton          |